# 特勒克科普帕尼
特勒克科普帕尼，是匈牙利绍莫吉州所辖的一个村。总面积25.80平方公里，总人口490，人口密度19.0人/平方公里（2011年1月1日）。